# Dan Hurley
Daniel Hurley, detto Dan (Jersey City, 16 gennaio 1973), è un allenatore di pallacanestro statunitense, coach degli UConn Huskies dell'Università del Connecticut.
È il fratello di Bobby Hurley, ex giocatore NCAA e NBA, che ha servito da suo assistente a Wagner e Rhode Island.

## Palmarès

### Club
- Campionato NCAA Division I: 2

UConn Huskies: 2023, 2024
- Atlantic 10 Conference: 1

Rhode Island Rams: 2017

### Individuale
- Naismith College Coach of the Year (2024)
- Sporting News Coach of the Year Award (2024)